# Amenemhat VII
Amenhemat(VII) (anche Sedjefkara Kay Amenemhat) (fl. XVIII-XVII secolo a.C.) è stato il quindicesimo, secondo il Canone Reale, sovrano della XIII dinastia egizia.

## Biografia
il nome di questo sovrano compare, oltre che sul Canone Reale, anche sul basamento di una statua dedicata a Montu, su alcuni sigilli cilindrici e scarabei e nella piramide della regina Khuit nella necropoli di Saqqara.
Se il Kay che precede il nomen può essere letto figlio di Kay allora questo sovrano potrebbe non essere appartenuto alla stirpe regale in quanto l'uso di indicare il padre nella titolatura era appunto tipico nei casi di subentro nella linea di discendenza. Se tale ipotesi fosse vera si potrebbe supporre un accesso al trono grazie al matrimonio con Nubhetepti, figlia del suo predecessore.
A Semna è conservata una registrazione del livello di piena del Nilo datata al primo anno di regno di un sovrano identificato come Djefa...kara. È possibile che si tratti di questo sovrano.

## Liste reali
| N5 | s | I10 | I9 | HASH | D28 | Z1 |

| N5 | s | I10 | I9 | HASH | D28 | Z1 |

| N5 | s | I10 | I9 | HASH | D28 | Z1 |

| N5 | s | I10 | I9 | HASH | D28 | Z1 |

| N5 | s | I10 | I9 | HASH | D28 | Z1 |

| N5 | s | I10 | I9 | HASH | D28 | Z1 |

| N5 | s | I10 | I9 | HASH | D28 | Z1 |

| N5 | s | I10 | I9 | HASH | D28 | Z1 |

## Titolatura
| G5 |

| G5 |

| D2 · D1 | N18 · N18 |

| D2 · D1 | N18 · N18 |

| D2 · D1 | N18 · N18 |

| D2 · D1 | N18 · N18 |

| D2 · D1 | N18 · N18 |

| D2 · D1 | N18 · N18 |

| D2 · D1 | N18 · N18 |

| D2 · D1 | N18 · N18 |

| G16 |

| G16 |

| R8 | G30 |

| R8 | G30 |

| G8 |

| G8 |

| O29 | F3 | F3 |

| O29 | F3 | F3 |

| M23 · X1 | L2 · X1 |

| M23 · X1 | L2 · X1 |

| N5 | s | I10 | I9 | G1 | D28 |

| N5 | s | I10 | I9 | G1 | D28 |

| N5 | s | I10 | I9 | G1 | D28 |

| N5 | s | I10 | I9 | G1 | D28 |

| N5 | s | I10 | I9 | G1 | D28 |

| N5 | s | I10 | I9 | G1 | D28 |

| N5 | s | I10 | I9 | G1 | D28 |

| N5 | s | I10 | I9 | G1 | D28 |

| G39 | N5 |

| G39 | N5 |

| D28 · M17s · M17s | M17 | M17 | Y5 · n | G17 | F4 · t |

| D28 · M17s · M17s | M17 | M17 | Y5 · n | G17 | F4 · t |

| D28 · M17s · M17s | M17 | M17 | Y5 · n | G17 | F4 · t |

| D28 · M17s · M17s | M17 | M17 | Y5 · n | G17 | F4 · t |

| D28 · M17s · M17s | M17 | M17 | Y5 · n | G17 | F4 · t |

| D28 · M17s · M17s | M17 | M17 | Y5 · n | G17 | F4 · t |

| D28 · M17s · M17s | M17 | M17 | Y5 · n | G17 | F4 · t |

| D28 · M17s · M17s | M17 | M17 | Y5 · n | G17 | F4 · t |

## Altre datazioni
| Autore | datazione             |
| ------ | --------------------- |
| Ryholt | 1769 a.C. - 1766 a.C. |
| Franke | 1731 a.C. - 1724 a.C. |